# Синенко, Виктор Васильевич
Виктор Васильевич Синенко (13 августа 1941, хутор Петровский, Старобешевский район, Донецкая область, УССР — 28 июля 2016) — советский и украинский учёный в области средств автоматизации и управления горными машинами, первый заместитель директора по научной работе ГУ «Автоматгормаш им. В. А. Антипова», заслуженный деятель науки и техники Украины.

## Биография
В 1964 г. окончил Докучаевский горный техникум, в 1970 г. — электромеханический факультет заочного отделения Донецкого политехнического института, в 1984 г. — аспирантуру Московского горного института (сегодня — Горный институт НИТУ «МИСиС»).
С 1971 г. работал в Донецком научно-исследовательском и проектно-конструкторском институте по автоматизации горных машин («Автомат-гормаш им. В. А. Антипова»): инженер, старший инженер, ведущий конструктор, заведующий сектором, главный конструктор проекта, ведущий научный сотрудник, заведующий научно-исследовательским отделом автоматизации проходческих и буровых машин, с 1996 г. — первый заместитель директора.
Руководил созданием и усовершенствованием горнодобывающих комбайнов.
Кандидат технических наук (1984). Автор более 100 научных работ, 15 патентов на изобретения.

## Награды и звания
Заслуженный деятель науки и техники Украины.
Полный кавалер знаков «Шахтерская слава» и «Шахтерская доблесть». За внедрение
советского горношахтного оборудования за рубежом (Китай, Венгрия, Польша, Чехословакия, Болгария, ГДР) награждён орденом Дружбы народов (1986). Награждён медалью им. М. В. Ломоносова (2006).